# Каменные дрозды
Каменные дрозды (лат. Monticola) — род птиц из семейства мухоловковых (Muscicapidae).

## Описание
Птицы размером примерно со скворца. Окраска самцов представляет собой сочетание оранжевого, рыжего или каштанового цвета с сизо-голубым. Самки и молодые птицы — буроватые. Гнездятся на земле, в прикорневых дуплах, между камнями или в трещинах скал. В кладке обычно от 4 до 8 яиц. Питаются мелкими беспозвоночными, преимущественно насекомыми, и ягодами.
Представители рода распространены в Африке, Южной Европе и Азии. На территории стран бывшего СССР обитает 3 вида: пёстрый каменный дрозд (Monticola saxatilis), синий каменный дрозд (Monticola solitarius) и белогорлый дрозд (Monticola gularis).  Некоторые отдельные виды являются эндемиками на небольшой территории: например, три вида каменных дроздов (Monticola): M. sharpei, M. imerina и M. bensoni обитают исключительно на Мадагаскаре — острове, чья флора и фауна значительно отличаются от ближайшего африканского побережья.

## Систематика
Род был выделен немецким орнитологом Фридрихом Бойе в 1822 году. Длительное время включался в состав семейства дроздовые. Впоследствии на основании исследований в области молекулярной филогенетики (2004, 2010) был перемещён в состав семейства мухоловковые.
В состав рода включают следующие виды и подвиды:
- Monticola semirufus — Белокрылый муравьиный чекан (формально включается в состав рода Thamnolaea)[9]
- Monticola rupestris — Южноафриканский каменный дрозд
- Monticola explorator — Длиннопалый каменный дрозд
  - Monticola explorator explorator
  - Monticola explorator tenebriformis
- Monticola brevipes — Короткопалый каменный дрозд
  - Monticola brevipes brevipes
  - Monticola brevipes pretoriae
- Monticola angolensis — Ангольский каменный дрозд
  - Monticola angolensis angolensis
  - Monticola angolensis hylophilus
- Monticola saxatilis — Пёстрый каменный дрозд
- Monticola rufocinereus — Малый каменный дрозд
  - Monticola rufocinereus rufocinereus
  - Monticola rufocinereus sclateri
- Monticola solitarius — Синий каменный дрозд
  - Monticola solitarius solitarius
  - Monticola solitarius philippensis
  - Monticola solitarius pandoo
  - Monticola solitarius madoci
  - Monticola solitarius longirostris
- Monticola rufiventris
- Monticola cinclorhyncha — Синеголовый каменный дрозд
- Monticola gularis — Белогорлый дрозд
- Monticola imerina
- Monticola sharpei
  - Monticola sharpei bensoni
  - Monticola sharpei sharpei
- Monticola erythronotus
- † Monticola pongraczi (плиоцен, Beremend, Венгрия)[10].